# 中國兒童護理
中國兒童護理有限公司（英語：China Child Care Corporation Limited），前身青蛙王子國際控股有限公司（英語：Prince Frog International Holdings Limited）。公司前身为由李振辉、谢金玲、陳耀華在1995年創立於福建漳州市的福建双飞日化有限公司。
公司主要生產儿童护理产品，主要品牌為1999年推出的「青蛙王子」。股份自2011年7月15日在香港交易所主板上市，全球發售300,000,000股，集資額7.8億港元，招股價為2.6港元。
公司總部位於中国福建省漳州市龙文工业开发区北环城路8号。香港則為香港九龙尖沙咀广东道5号海洋中心6楼02A-03室，代言人為陳慧琳。
该公司曾于1999年在中国大陆推出“青蛙王子”牌儿童护理产品。后经发展，开始向海外销售。同时该公司还制作了名为《青蛙王子》的系列动画片，并于中央电视台少儿频道播出 。
2011年，青蛙王子（中国）日化有限公司收购了源于美国的“怡恩贝”品牌，并全面负责怡恩贝品牌在中国市场的运营及发展。

## 主营产品
青蛙王子儿童护理用品，洗发沐浴膏、牙刷，蚊香，空气清新剂，身体护理套装。

## 陷入“假账门”
有媒体报道，该公司经营方面存在诸多问题不合常理。并有分析认为，该公司业绩背后的销售额及规模疑为作假，其关联方交易也存在蹊跷。 亦有网友在社交平台分析并质疑其经营方面存在问题和销售额掺水。虽然该公司在6月4号发布公告澄清，但公告内容并未对上述问题悉数解答。